# Hypsoides placidus
Hypsoides placidus är en fjärilsart som beskrevs av Charles Oberthür. Hypsoides placidus ingår i släktet Hypsoides och familjen tandspinnare. Inga underarter finns listade i Catalogue of Life.